# Томас Фрідман
То́мас Ло́рен Фрі́дман (англ. Thomas Loren Friedman; * 20 липня 1952, Сент-Луїс Парк) — американський журналіст, трикратний лауреат Пуліцерівської премії (1983, 1988, 2002).
Автор семи світових бестселерів, серед яких такі книги як Плаский світ та Від Бейруту до Єрусалиму. Отримав з рук королеви Єлизавети ІІ Орден Британської Імперії.
За опис ізраїльсько-ліванської війни 1982 року  й особливо Різанини в Сабрі та Шатілі його було удостоєно премії Пуліцера. За опис Першої палестинської інтифади він одержав цю премію вдруге.  Третю премію Фрідман одержав за «висвітлення глобальних наслідків тероризму».
Лауреат Overseas Press Club Award за видатні досягнення.

## Життєпис
У 1978 році отримав магістерський ступінь з філософії в галузі сучасних близькосхідних досліджень в Оксфорді. Влітку того ж року почав працювати журналістом в Лондоні. 
Фрідман у 1980-их працював кореспондентом The New York Times у Бейруті та в Єрусалимі. 